# ISO 6709
ISO 6709は経緯度や高度など座標値による地点位置の表現についての国際標準規格である。
表題は Standard representation of geographic point location by coordinates, 国際規格分類コードICS 35.040（文字集合と情報符号化）。
初版 (ISO 6709:1983) の制定当初はISO/IEC JTC 1/SC 32（情報技術を所管するISO/IEC第一合同専門委員会内に設置された、データの管理及び交換をつかさどる第32分科委員会）の所管に属していた。2001年に地理情報の標準化をつかさどるISO/TC 211に移管され、後に内容を大幅に拡張した第2版 (ISO 6709:2008) が制定された。
第2版は本文と付属書（AからHまで）からなる。本文および付属書 A・C は、具体的な表現に依存しない通則として、地点の表現に必要な項目を定める。付属書 D はヒューマンインターフェイスの表示形態について例示する。付属書 F・G は XML表現を例示し、付属書 H は初版の文字列表現を拡張したものを定める。

## 通則

### 必要項目
地理的な地点は次の4要素で指定される。
- 緯度などの水平方向第一座標 (x)
- 経度などの水平方向第二座標 (y)
- 高度または深さの座標（なくてもよい）
- 座標参照系 (CRS: coordinate reference system) の識別 (identification)（なくてもよい）

最初の3要素は座標つまり数値であり、座標参照系はそれら数値と地球上の位置との関係を与える。本標準では座標参照系を ISO 19111 によって記述することもできるが、情報交換の目的では座標参照系が同一か否かだけが分かればよいことが殆どであるので、EPSG などの登録機関（レジストリ）が与える識別符号だけを書けばよいこととされている。

### 順序・符号・単位
各座標を書く順序、正の値が指す方向、そして数値の単位は座標参照系によって定義されるものである。座標参照系の指定を欠く場合、次のように解さねばならない：
- 数値列（タプル）では緯度を経度の先に用いる
- 北緯を正とする
- 東経を正とする。180度は -180と表現する
- 電子データ交換のためには度の小数を優先して用いるべき。ただし互換性のため六十進法（度分秒表示）を使ってもよい

鉛直座標については座標参照系の指定を欠く場合の通則は与えられていない。

## 文字列表現（付属書H）
この規格の第1版を拡張したもの。緯度、経度、高度または深さ、座標参照系指定の順に区切り文字なし（スペースなどの間を空けず）に記述し、斜線 (/) で終わる。高度または深さがある場合には座標参照系の記述は必須である。

### 緯度
緯度は符号を前置した数値である。符号は、北緯または赤道を正符号 (+)、南緯を負号 (-) で表す。
数値の整数部の桁数は固定長である。桁数で単位を区別するため、必要に応じ先頭にゼロを埋めなければならない。小数点以下は精度に応じて桁数を定めなければならない。
| 整数部の桁数 | 単位   | 書式    | 例        |
| ------------ | ------ | ------- | --------- |
| 2            | 度     | ±DD     | +40.20361 |
| 4            | 度分   | ±DDMM   | +4012.22  |
| 6            | 度分秒 | ±DDMMSS | +401213.1 |

### 経度
経度は符号を前置した数値である。符号は、東経または本初子午線を正符号 (+)、西経または180度を負号 (-) で表す。
数値の整数部の桁数は固定長である。桁数で単位を区別するため、必要に応じ先頭にゼロを埋めなければならない。小数点以下は精度に応じて桁数を定めなければならない。
| 整数部の桁数 | 単位   | 書式     | 例         |
| ------------ | ------ | -------- | ---------- |
| 3            | 度     | ±DDD     | -075.00417 |
| 5            | 度分   | ±DDDMM   | -07500.25  |
| 7            | 度分秒 | ±DDDMMSS | -0750015.1 |

### 高度または深さ
- 記述する場合には座標参照系が必須であり、それによって高度か深さかが決まる。
- 単位も座標参照系で決まる。
- 高度の場合基準面以下、深さの場合基準面以上が負の値となる。

### 参照座標系
参照座標系は接頭辞 CRS から始まる。書式は以下のいずれか。
1. オンライン登録機関による場合、CRS<url> とする
2. オンラインではない登録機関による場合 CRSregisterID:CRSID とする
3. ISO 19111 により完全な参照座標系定義を与える場合、その識別名をブラケットで囲み CRS<CRSID or CCRSID> とする。

ただし、規格票の例では唯一 CRSWGS_84 だけが用いられている。

### 記述例
- エベレスト山 +27.5916+086.5640+8850CRSWGS_84/
- 北極 +90+000/
- 南極 -90+000+2800CRSWGS_84/
- ニューヨーク市 +40.75-074.00/
- 富士山 +352139+1384339+3776CRSWGS_84/
- 東京タワー +35.658632+139.745411CRSWGS_84/

## XML 書式（付属書F）
付属書 C の概念モデルに基づく XML 表現では名前空間 http://www.isotc211.org/2006/gpl を用いる。
ただし、2011 年 8 月現在、予定された位置には XML Schema が置かれていない。
```
<gpl:GPL_CoordinateTuple xmlns:gpl="http://www.isotc211.org/gpl">
  <gpl:tuple srsName="urn:ogc:def:crs:EPSG:6.6:4326">
    35.89421911 139.94637467
  </gpl:tuple>
</gpl:GPL_CoordinateTuple>

```

## ヒューマンインターフェイスの表示形態（付属書D）
利用者コミュニティの定めが特段ない場合、次の形式が提案（suggest）される：
1. 座標値（緯度、経度、高度それぞれ）の間はスペースで区切られるべき
2. 小数点は値の一部であり、通常オペレーティングシステムで指定されねばならない[6]
3. 複数地点をあらわすには行を改めるべき
4. 緯度と経度は六十進数（度分秒単位）で与えられるべき
5. 分または秒が10未満ならば、先頭に0を埋めるべき
6. 度、分、秒それぞれに単位をつけるべき。記号はそれぞれ 「°」 (U+00B0), 「'」 (U+0027), 「"」 (U+0022) を勧告[7]。記号は数値の直後に入れ、空白を入れずに続ける
7. 北緯および南緯はそれぞれ `N' および `S' で示すべき。数値との間に空白を入れるべきではない[8]。
8. 東経および西経はそれぞれ `E' および `W' で示すべき。数値との間に空白を入れるべきではない。
9. 高さまたは深さの単位は記号で表現される。記号は数値の直後に入れ、数値との間に空白を入れるべきではない[9]。
10. 高度の場合基準面以下、深さの場合基準面以上が負の値となり、マイナス記号（-）で表される。

例：
- 50°40'46,461"N 95° 48'26,533"W  1 123,45m.
- 50°03'46,461"S 125° 48'26,533"E  978,90m.

### 標準化
- ISO 6709 最終草案 - ウェイバックマシン（2012年3月31日アーカイブ分）
- ICS35.040規格リスト
- ISO/TC 211 地理情報規格専門委員会

### プログラミング
- ISO 6709第1版のBNF
- ISO 6709第1版のパーサ・シリアライザJava実装
- ISO 6709第1版のパーサ・シリアライザのJavaScript実装
- ISO 6709第1版のパーサ・シリアライザのC#実装